# Berdan rifle
Berdan II Modelo M1870
1. ↑  «Berdan». Wikipedia (em inglês). 24 de agosto de 2024. Consultado em 26 de junho de 2025